# Classe tipogràfica

Classificació Thibaudeau

La classe tipogràfica o categoria tipogràfica agrupa un conjunt de lletres tipogràfiques amb característiques (formals, històriques, estètiques) comunes. Hi ha diversos sistemes de classificació que agrupen les lletres en classes segons els seus propis criteris:
- Classificació Thibaudeau: Atenent a la forma de l'asta i el traç terminal.
- Classificació Novarese: Atenent a la forma de l'asta i el traç terminal.
- Classificació Vox-ATypI: Atenent a criteris formals i històrics.
- Classificació DIN 16518: Basada en Vox-ATypI. Atenent a criteris formals.
- British Standards 2961:1967: Basada en Vox-ATypI. Atenent a criteris formals.
- Classificació PANOSE: Atenent a les seves característiques visuals.
- Classificació Bringhurst: Atenent a trets històrics.